# 288
| 288                |
| ------------------ |
| Dødsfald - Fødsler |
|                    |

| Gregoriansk kalender | 288 CCLXXXVIII          |
| Ab urbe condita      | 1041                    |
| Armensk kalender     | I/T                     |
| Kinesiske kalender   | 2984 – 2985 丁未 – 戊申 |
| Etiopisk kalender    | 280 – 281               |
| Jødisk kalender      | 4048 – 4049             |
| Hindukalendere       |                         |
| - Vikram Samvat      | 343 – 344               |
| - Shaka Samvat       | 210 – 211               |
| - Kali Yuga          | 3389 – 3390             |
| Iransk kalender      | 334 BP – 333 BP         |
| Islamisk kalender    | 344 BH – 343 BH         |

Se også 288 (tal)